# ゾフィスとココ
ゾフィスとココは、雷句誠の漫画『金色のガッシュ!!』および同作を原作としたテレビアニメ『金色のガッシュベル!!』の登場人物。

## ゾフィス
声 - 藤田淑子
- 本の色：濃い赤紫色
- 人間換算年齢：14歳
- 好きな食べ物：魚、羊、ラズベリーケーキ
- 趣味：チェス、将棋、命令、人の心を弄ぶこと

石版編のボスで、シェリーの宿敵。ボリュームのある髪の上に大きな帽子を被り、空中を浮遊しながら行動する。その言動や移動方法から一部の読者から性別や足の有無についての質問があったが、れっきとした男性で見えないだけで足もある（ゲーム版『友情タッグバトル2』では黒い足（靴）が描かれている）。
爆炎系の術を使い、人の心を操ることが出来る能力も持つ。素の実力自体もかなり高く、ビョンコからは「物凄く強くて怖い」「怒らせたら終わり」と評され、パティは目を見ただけで震え上がるほど。パムーンにも強いと評されており、ブラゴに右腕を潰され本気を出した時は「ギガノ・レイス」も術無しで回避するなどの素早い動きを見せ、シェリーを驚かせた。また、アニメ版では地形を利用することで一度はブラゴたちを撃退しており、最後の決戦では途中までは真っ向から圧倒できるほどの強さを見せつけた。
丁寧な口調で話すが、相手をじわじわと痛めつけて追い詰めたり、シェリーの親友であり自らのパートナーであるココを操りブラゴと無理矢理戦わせようとするなど、勝つためには手段を選ばない卑劣で残虐な性格の持ち主。
ココと共に暫くは影を潜めていたが、千年前に起こった前回の王を決める戦いに於いて、ゴーレンの術で「本」諸共石化されてしまい魔界に帰れないまま野晒しとなっていた千年前の魔物たちを月の光で復活させて支配し、のべ40体以上にも及ぶ千年前の魔物全員を操り自らはロードと名乗って戦いに勝ち残ろうとした。デボロ遺跡を拠点としていたがガッシュたちに「月の石」を破壊され、自分の正体を見破っていたブラゴたちによって残った全ての千年前の魔物を倒されたことに逆上。ココを利用してシェリーの心を折り、ブラゴを戦闘不能寸前まで追い詰めたが結局は敗北。それでも「ココに悪行を犯した記憶が残る細工をしている」と言い悪根をシェリーとココに残そうとするなど最後の最後まで悪あがきをするが、ブラゴに「自分（ブラゴ）が怖くて逃げていた」ことを看破され、その凄まじい形相での脅しに竦み上がってココの記憶を消去することを約束した。その後はブラゴへの恐怖を刻まれつつ無残に魔界に帰ることとなった。
クリア完全体との戦いにおいてガッシュに協力する魔物たちの魂の中にも彼の姿が見られた。戦いが終わった後はブラゴと同じ学校に通うことになったが、やはり彼に怯えていた。
アニメ版では、デモルトを倒したガッシュたちと交戦する展開や人の心を操ったことで怒りを露わにしたガッシュに殴られるシーンが追加されており、ガッシュを「ライトニングブロンド」と呼んでいた。また、「人間界に送られる前にチェリッシュの家族を殺害している」という設定が追加されており、そのことからテッドとの敵対関係を作った張本人である。なお、犯人が彼であることが公になることはなかった。　

### 呪文
1. ラドム
手から爆発する火球を放つ。数発放てば村一つ程度なら火の海に出来る。
2. ロンド・ラドム
触れた箇所で爆発を起こす鞭状の火炎放射で攻撃する。操作性と速度に優れる。
3. テオラドム
「ラドム」の強化版で、スピード重視の巨大な火球を放つ。
4. ディオガ・テオラドム
ゾフィスの最大呪文。「テオラドム」よりもさらに巨大かつ猛烈な爆裂弾を放ち、あたり一面を大炎上させる。
5. ギガラド・シルド
渦巻く爆炎の盾。シェリーの心が揺らいだことで威力が落ちていたとはいえ、「ディオガ・グラビドン」を相殺できる防御力を持つ（アニメ版では通常の「ディオガ・グラビドン」をも防いだ）。ゲーム版では円球型でゾフィスの身の周りに付着する術だった。
6. オルガ・ラドム
「ラドム」の強化版で、螺旋状の業火を放つ。また、アニメ版ではこの術を使った時マグマの一部が竜の形になってブラゴたちに襲いかかった。
7. ギガノ・ラドム
「ラドム」の強化版で、威力重視の巨大な火球を放つ。「テオラドム」と対となる呪文。アニメ版ではウォンレイの「レルド」→ガッシュの「ラシルド」→レイラの「ミシルド」→ティオの「マ・セシルド」による連続防御とほぼ互角になるほどの威力がある。
8. ディガン・テオラドム
何発もの強力な「テオラドム」を連続で放ち、一面は灼熱の火焔地獄と化す。アニメ版で先行登場した。

## ココ
声 - 西村ちなみ
- 誕生日：1月8日
- 年齢：18歳
- 血液型：A型
- 身長：165cm
- 趣味：つくろい物、アクセサリー作り
- 好きな食べ物：オムレツ、アップルパイ
- 好きなタイプ：よく働く人

ゾフィスの本の持ち主。茶髪のショートヘアの女性で、貧しいながらも心優しい性格。幼少時代、川へ飛び込んで自殺しようとしたシェリーを助け、未来の希望の強さを教えて以来、彼女とは無二の親友になった。懸命な努力の末、志望校である大学に奨学生として合格するも、合格したことを知る前に自宅でゾフィスと出会った。
作中での服装は洗脳される前と洗脳時の印象が異なっており、洗脳される前はセーターやワンピースなど、落ち着いた服装で黒色の瞳だったが、洗脳時はゴスロリ調の派手なドレスにロングブーツを着用した、色っぽい服装で紫色の瞳になっている。
ちなみに洗脳されたことによるのか心の力が非常に膨大で、原作・アニメ共に唱える呪文の回数が非常に多い。特にアニメにおいてはブラゴとの初戦からガッシュたちとの総力戦、そしてブラゴとの最終決戦まで心の力を回復することなく合計60発以上の術を使用している（ディオガ級の術だけでも最低8発は使用している）。
ゾフィスへの協力を拒否したため彼の意のままに動く邪悪な別人格を作り出され（そのためか石版編で再登場した際には服装が一転して派手になっていた）、操られるままゾフィスと共に放火など悪事の限りを尽くしたが、シェリーとブラゴによって救われる。ブラゴに脅迫されたゾフィス自身によって魔物の戦いに関する忌まわしい記憶を消すことで、ゾフィスと出会う前の状態に戻る。シェリーらの計らいで大学も休学扱いになっていたが、ココ自身はシェリーが自分を何らかの形で助けてくれたことには感付いており、お互い大粒の涙をこぼしながら、自分を救ってくれたシェリーに感謝した。
幼いころから手先が器用であり、シェリーの10歳の誕生日には木製の指輪をプレゼントしている。また、自身も木製のイヤリングをしており、石版編終盤で洗脳されたココの奥底に眠っていた彼女の本心がシェリーに届くきっかけへと繋がった。
シェリーとのデュエット曲が存在している。